# 聖馬爾定主教座堂 (布拉迪斯拉發)

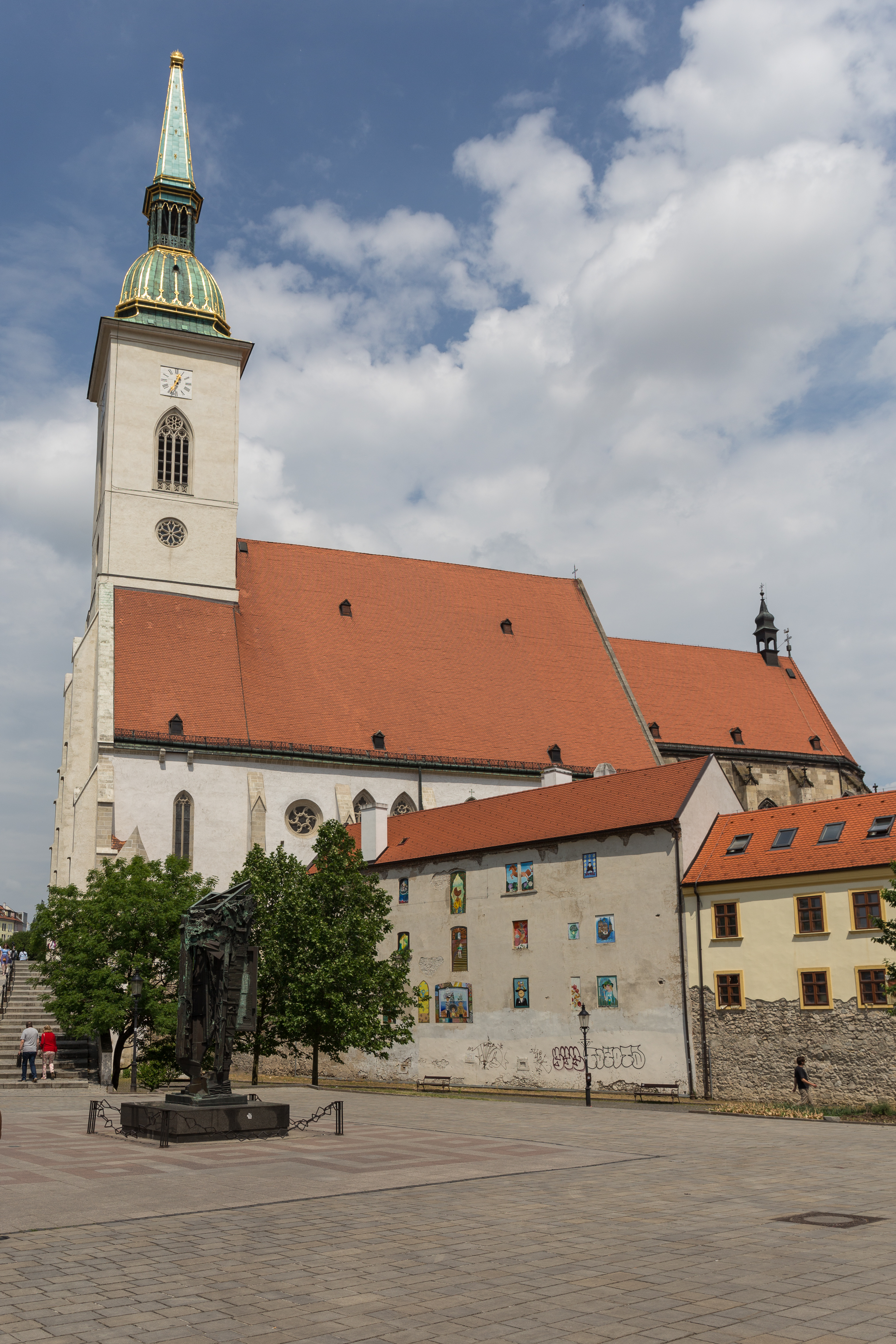
圣马丁主教座堂

圣马丁主教座堂是位于斯洛伐克首都布拉迪斯拉发的一座主教座堂. 它坐落在布拉迪斯拉发城堡下面的旧城的西部边缘.它是布拉迪斯拉发最大、最好的教堂，也是最古老的教堂之一，特别以曾经担任匈牙利王国的加冕教堂而著称。目前，它是布拉迪斯拉发总教区的主教座堂。从1995年到2008年2月，它是布拉迪斯拉发-Trnava总教区的主教座堂。